# Софія Марія Пфальц-Біркенфельд-Ґельнгаузенська
Софія Марія Пфальц-Цвайбрюкен-Біркенфельд-Ґельнгаузенська (нім. Sophie Marie von Pfalz-Zweibrücken-Birkenfeld zu Gelnhausen), (нар. 5 квітня 1702 — пом. 13 листопада 1761) — пфальцграфиня Цвайбрюкен-Біркенфельд-Ґельнгаузенська з династії Віттельсбахів, донька пфальцграфа Прирейнського, герцога Баварського Пфальц-Цвайбрюкен-Біркенфельд-Ґельнгаузенського та Естер Марії фон Віцлебен, дружина графа Ройсс-Гери Генріха XXV.

## Біографія
Народилась 5 квітня 1702 року. Була п'ятою дитиною та другою донькою в родині пфальцграфа Біркенфельд-Ґельнгаузенського Йоганна Карла та його другої морганатичної дружини Марії Естер фон Віцлебен. Мала старшу сестру Шарлотту Катерину та братів Фрідріха Бернхарда, Йоганна та Вільгельма.
Для обох батьків це був другий шлюб. Від перших дітей вони не мали. Хоча Йоганн Карл заявляв спершу, що його діти будуть звичайними дворянами, згодом змінив думку та намагався отримати для дружини титул імперської графині. 1704 року він помер, не встигши здійснити цей намір. Марія Естер 3 вересня 1708  року подала позов до Імперської надвірної ради, який 11 квітня 1715 року був повністю задоволений, зробивши її та дітей повноправними членами династії. Правлячий шурин Крістіан II в угоді від 29 жовтня 1716 року підтвердив їхні титули та права наслідування, а також збільшив утримання з 6 000 до 50 000 гульденів.
Софія Марія у віці 22 років узяла шлюб із 41-річним спадкоємним графом Ройсс-Гери Генріхом XXV, молодшим братом правителя Ройсс-Гери Генріха XVIII. Весілля пройшло 24 серпня 1722 у Зондерсгаузені. Для нареченого це був другий шлюб, дітей від першого у нього не залишилося. У подружжя народилося троє спільних дітей. У листопаді 1735 року Генріх XXV став на чолі графства Ройсс-Гера. Його правління тривало дванадцять років і було відмічене будівництвом замку Тінц та перебудовою оранжереї. Помер у березні 1748 року.
Софія Марія пішла з життя 13 листопада 1761 у Заальбурзі. Була похована у крипті церкви Святого Йоганна у Гері. 18 вересня 1780 року церква згоріла під час пожежі у місті та не була відновлена.

## Родина

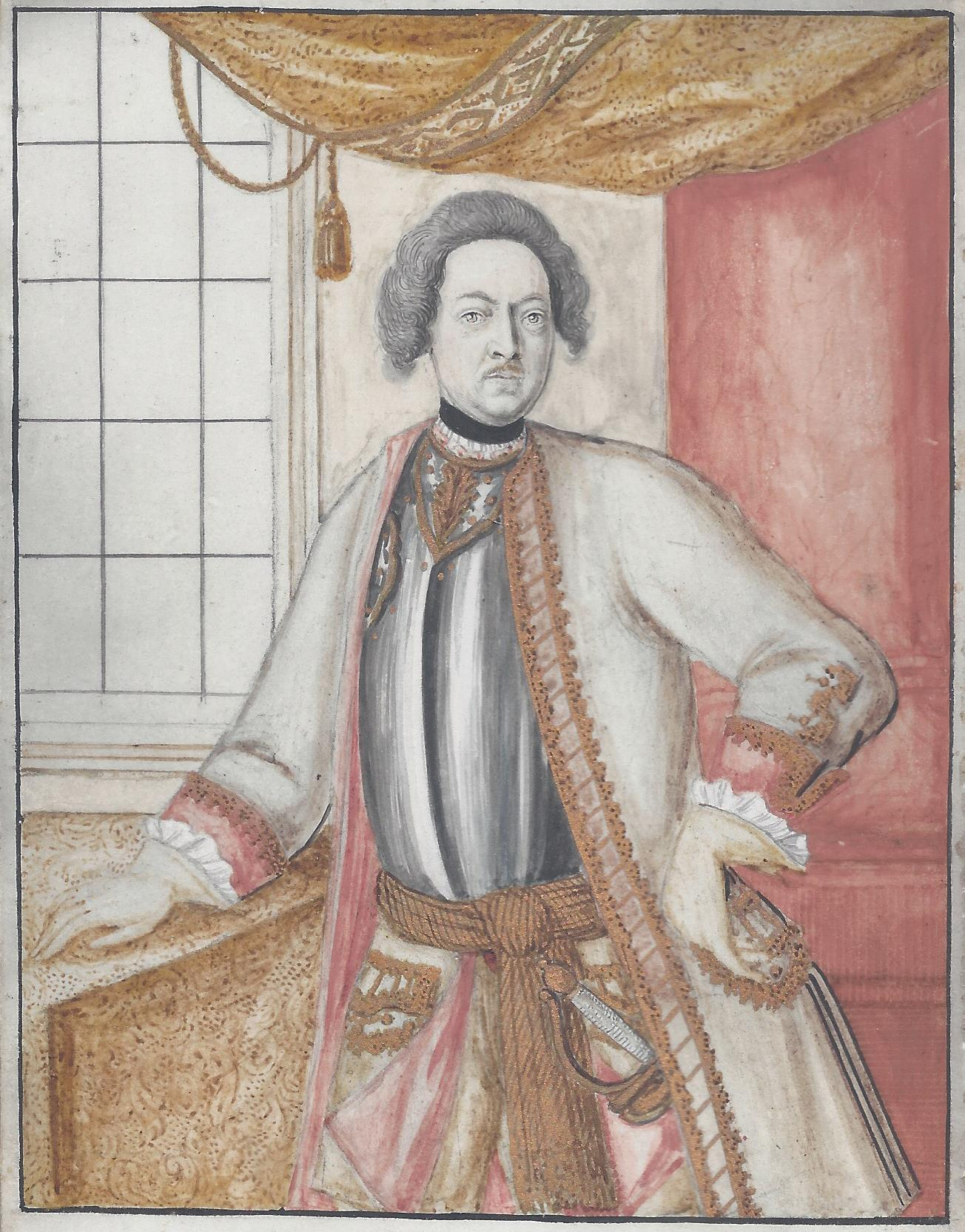
Генріх XXV

Чоловік — Генріх XXV
Діти:
- Генрієтта (1723—1789) — дружина графа Фрідріха цу Штольберг-Россла, мала шестеро дітей;
- Кароліна (нар. та пом.14 вересня 1725) — померла після народження;
- Генріх XXX (1727—1802) — граф Ройсс-Гери у 1748—1802 роках, був одруженим з пфальцграфинею Крістіною Луїзою Цвайбрюкен-Біркенфельд-Ґельнгаузенською, дітей не мав.